# Bermudy na Letnich Igrzyskach Olimpijskich 2024
Bermudy na Letnich Igrzyskach Olimpijskich 2024 – występ kadry sportowców reprezentujących Bermudy na igrzyskach olimpijskich, które odbyły się w Paryżu we Francji, w dniach 26 lipca – 11 sierpnia 2024.
Reprezentacja Bermudów liczyła ośmioro zawodników – cztery kobiety i czterech mężczyzn, którzy wystąpili w 5 dyscyplinach.
Był to dwudziesty start Bermudów na letnich igrzyskach olimpijskich.

## Reprezentanci

### Lekkoatletyka
| Zawodnik            | Konkurencja  | Kwalifikacje | Kwalifikacje | Finał | Finał   | Źródło |
| Zawodnik            | Konkurencja  | Wynik        | Miejsce      | Wynik | Miejsce | Źródło |
| ------------------- | ------------ | ------------ | ------------ | ----- | ------- | ------ |
| Jah-Nhai Perinchief | trójskok (m) | 16.23        | 28.          | NQ    | NQ      | [ 1 ]  |

### Pływanie
| Zawodnik    | Konkurencja               | Eliminacje | Eliminacje | Półfinał | Półfinał | Finał | Finał | Źródło |
| Zawodnik    | Konkurencja               | Czas       | Poz.       | Czas     | Poz.     | Czas  | Poz.  | Źródło |
| ----------- | ------------------------- | ---------- | ---------- | -------- | -------- | ----- | ----- | ------ |
| Emma Harvey | 100 m st. grzbietowym (k) | 1:01.47    | 23.        | NQ       | NQ       | NQ    | NQ    | [ 2 ]  |
| Jack Harvey | 100 m st. grzbietowym (m) | 55.78      | 39.        | NQ       | NQ       | NQ    | NQ    | [ 3 ]  |

### Triathlon
| Zawodnik     | Konkurencja | Pływanie | Zmiana 1 | Jazda na rowerze | Zmiana 2 | Bieg  | Czas    | Pozycja | Źródło |
| ------------ | ----------- | -------- | -------- | ---------------- | -------- | ----- | ------- | ------- | ------ |
| Flora Duffy  | kobiety     | 22:05    | 0:56     | 58:44            | 0:28     | 33:59 | 1:56.12 | 5.      | [ 4 ]  |
| Erica Hawley | kobiety     | 24:05    | 0:58     | 1:00:37          | 0:31     | 36:44 | 2:02:55 | 41.     | [ 5 ]  |
| Tyler Smith  | mężczyźni   | 21:39    | 0:55     | 54:16            | 0:27     | 34:42 | 1:51:59 | 47.     | [ 6 ]  |

### Wioślarstwo
| Zawodnik      | Konkurencja | Eliminacje | Eliminacje | Repasaż | Repasaż | Ćwierćfinały | Ćwierćfinały | Półfinały | Półfinały | Finał   | Finał | Miejsce | Źródło |
| Zawodnik      | Konkurencja | Czas       | M.         | Czas    | M.      | Czas         | M.           | Czas      | M.        | Czas    | M.    | Miejsce | Źródło |
| ------------- | ----------- | ---------- | ---------- | ------- | ------- | ------------ | ------------ | --------- | --------- | ------- | ----- | ------- | ------ |
| Dara Alizadeh | jedynka (m) | 7:23.70    | 5. R       | 7:17.05 | 3. SE/F | NQ           | NQ           | 7:33.38   | 1. FE     | 7:03.12 | 4.    | 28.     | [ 7 ]  |

### Żeglarstwo
| Zawodnik            | Konkurencja | Wyścig | Wyścig | Wyścig | Wyścig | Wyścig | Wyścig | Wyścig | Wyścig | Wyścig | Wyścig | Punkty | Finałowa pozycja | Źródło |
| Zawodnik            | Konkurencja | 1      | 2      | 3      | 4      | 5      | 6      | 7      | 8      | 9      | M*     | Punkty | Finałowa pozycja | Źródło |
| ------------------- | ----------- | ------ | ------ | ------ | ------ | ------ | ------ | ------ | ------ | ------ | ------ | ------ | ---------------- | ------ |
| Adriana Penruddocke | ILCA 6      | 14     | 35     | 26     | 35     | 15     | 23     | 44     | 36     | 42     | NQ     | 226    | 36.              | [ 8 ]  |